# Karangbahagia (plaats)
Karangbahagia is een bestuurslaag in het regentschap Bekasi van de provincie West-Java, Indonesië. Karangbahagia telt 5455 inwoners (volkstelling 2010).